# نیوبرن (تنسی)
نیوبرن(به انگلیسی: Newbern) شهری در ایالت تنسی کشور ایالات متحده آمریکا است که جمعیت آن در سرشماری سال ۲۰۱۰ میلادی، ۳٬۳۱۳ نفر بوده‌است.